# Димо Трайков
Димо Трайков е български духовник и революционер, деец на Вътрешната македоно-одринска революционна организация.

## Биография
Димо Трайков е роден в 1865 година в костурското село Смърдеш, тогава в Османската империя. В 1889 година завършва с първия випуск педагогическите курсове на Солунската българска мъжка гимназия. Присъединява се към ВМОРО и участва в Илинденско-Преображенското въстание. По-късно емигрира в България, където участва в дейността на Илинденската организация. Умира на 31 януари 1941 година в София.